# Quetzdölsdorf

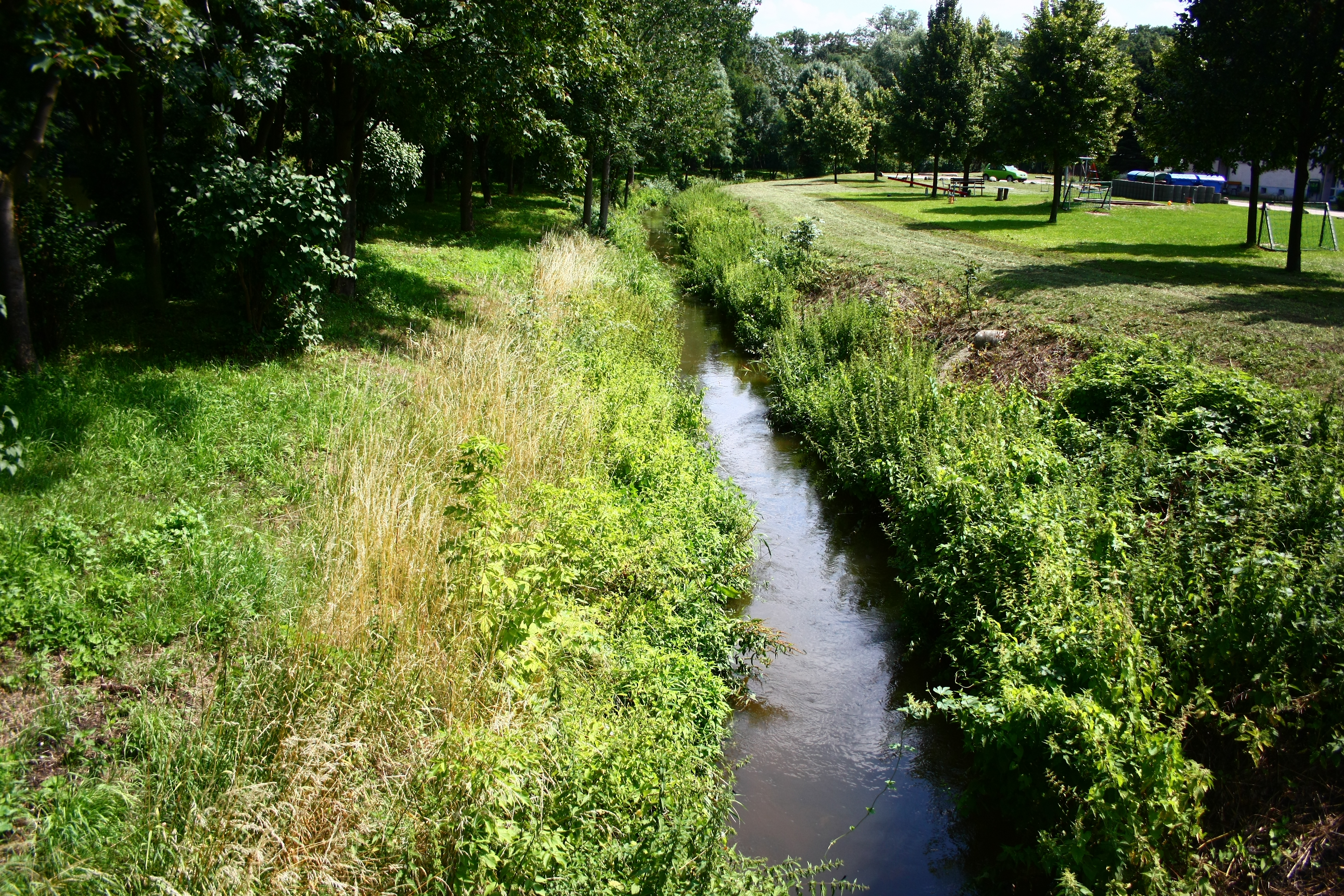
Strengbach

Quetzdölsdorf ist einer der 18 Orte, die gemeinsam die Einheitsgemeinde Stadt Zörbig bilden. Die heutige Ortschaft liegt im Süden Sachsen-Anhalts zwischen Bitterfeld und Köthen und hat etwa 397 (2015) Einwohner. Letzter Bürgermeister war, bis zur Eingemeindung in die Einheitsgemeinde Stadt Zörbig am 1. Januar 2005, Uwe Backes. Seit der letzten Ortschaftsratswahl von 2024 ist Carsten Helfer Ortsbürgermeister der Ortschaft Quetzdölsdorf.

## Geschichte
Quetzdölsdorf ist ein aus ehemals drei Dörfern (Quetz, Dölsdorf und Zeschdorf) zusammengelegter Ort. 1931 wurden die Gemeinden Dölsdorf und Quetz auf Beschluss des Preußischen Staatsministeriums zur Gemeinde Quetzdölsdorf zusammengelegt.
Der Ort war bereits sehr früh besiedelt, was steinzeitliche Funde beweisen. Auf römerzeitliche Besiedlung weist der Fund des germanischen Fürstengrabes von Quetzdölsdorf.
Am 25. Juli 1232 wird das südlich gelegene Quetz erstmals erwähnt, in einer Urkunde des Markgrafen von Meißen. Darin schenkte er der Familie Altfill, die bereits Besitz in Quetz hat, dem Zisterziensernonnen-Kloster Marienkammer in Glaucha (Stadtteil von Halle) 3 Hufen Land in Quetz und lautet: „Markgraf Heinrichs von Meißen Vereignung dreier Hufen Landes zu Quetz, so Heinrich von Altfill dem Jungfrauen-Kloster zu St. Georgen (in Glaucha bei Halle) wegen seiner beiden Schwestern Aufnahme ins Kloster gegeben. Regest aus dem Urkunden-Verzeichniß des Nonnenklosters St. Georgen zu Glaucha bei Halle a.S. (Gedruckt bei v. Dreyhaupt Saalkreis I. p. 803 Nr. 9.“) Im Norden befand sich Dölsdorf. Seine urkundliche Ersterwähnung erfolgt 1358 als „Tolsdorf“. Westlich des Strengbaches lag Zeschdorf. Es wurde als „Czestorff“ 1449 erstmals erwähnt.
Im August 1813 zogen Napoleons Truppen sowie Truppen der Russen und Schweden durch den Ort. Vom 8. bis zum 10. August 1813 lagerten sie um Quetz und Zörbig und feierten am 10. August ein Fest aus Anlass des Geburtstages Napoleons (5 Tage vor seinem eigentlichen Geburtstag am 15.08.).
Bis 1815 (Bildung der preußischen Provinz Sachsen) gehörten Quetz, Zeschdorf und Dölsdorf zu verschieden kursächsischen bzw. königlich-sächsischen Ämtern. Quetz und Zeschdorf befanden sich im Amt Zörbig, Dölsdorf gehörte dagegen als Exklave zum Amt Bitterfeld. Ab dem 18. Mai 1815 gehörten alle drei Orte der Provinz Sachsen und dem bald darauf gebildeten Kreis Bitterfeld an.
Quetz lag an der südlichen Grenze des sächsischen Amts Zörbig. Durch die 1815 erfolgte Abtretung des Ortes Quetz von Sachsen nach Preußen, endete die Geschichte des Zollhauses bei Quetz. Es befand sich 1 km südlich in „Kneipe“ (heute ein Ortsteil der Einheitsgemeinde Stadt Landsberg (Saalekreis) und der Ortschaft Schwerz) und wird im Ort „Pusta“ genannt.
Am 25. Juli 1847 wurde in Quetz ein überregional sehr beachtetes Kinderfest veranstaltet. Initiator war der Quetzer Pastor Ludwig Hildenhagen, der in Quetz 1846 einen der ersten Fröbel-Kindergärten gegründet hatte. Einen Anlass fand er im feierlichen Gottesdienst nach den umfangreichen Rekonstruktionsarbeiten am Kirchturmknopf. Neben vielen Erzieherinnen aus ganz Deutschland und über 130 Kindern war zudem Friedrich Fröbel als Leiter der Veranstaltung an dem Fest beteiligt. 2.000 Gäste sollen das Fest besucht haben.
Ebenso 1847 erfolgte die Grundsteinlegung für die erste Zuckerfabrik im damaligen Landkreis Bitterfeld und eine der ersten in Deutschland durch den Herrn Heinrich Moritz Albrecht von Graevenitz. Nach einjähriger Bauzeit konnte sie ihren Betrieb bereits 1848 beginnen.
Als ländlicher Ort waren Wohlstand und Entwicklung der Gemeinde stets von der Landwirtschaft abhängig. Noch heute wird eine Gesamtackerfläche von ca. 570 ha in der Gemarkung Quetzdölsdorf bewirtschaftet. Kleine landwirtschaftliche und handwerkliche Betriebe, oft mit einer Geschichte über mehrere Generation bieten verschiedene, wenn auch wenige Arbeitsplätze.
Das Dorfleben ist ruhig und idyllisch. Verschiedene Veranstaltungen und Feste bieten ein Fußballverein, ein Gartenverein, eine Freiwillige Feuerwehr, ein Kindergarten mit seinem Förderverein und die beiden Gaststätten.
Vom ehemaligen Pfarrhaus bereichert der Verein Land.Leben.Kunst.Werk. e. V. mit vielfältigen Angeboten, wie Baumhäusern, einem Hochseilgarten und einem Bauerngarten das kulturelle Leben in der gesamten Region.
Am 8. März 2004 beschloss der Gemeinderat von Quetzdölsdorf den Beitritt zur Einheitsgemeinde Stadt Zörbig ab dem 1. Januar 2005. Dem Beschluss war eine Bürgeranhörung im Ort vorangegangen, bei der sich die Einwohner mehrheitlich für die Eingliederung ausgesprochen hatten.

## Quetzer Berg
Dem Quetzer Berg kommt seit der Besiedlung durch Menschen eine besondere Rolle zu. Bis ins 13. Jahrhundert hinein wurden auf dem Berg, auch Mettine genannt, Gerichtsverhandlungen abgehalten. 1209 war Eike von Repgow, der Verfasser des Sachsenspiegels und der Sächsischen Weltchronik, Zeuge einer solchen Verhandlung.
Bei der Verhandlung „in Loco Qui dicitur Mettine“ von 1209 übergaben die Burggrafen von Giebichenstein ihr Schloss in Spören mit den dazugehörigen Gütern der Nienburger Kirche. Die überlieferte Urkunde der Verhandlung stellt, neben der Ersterwähnung der Mettine als Quetzer Berg, die erste schriftliche Erwähnung Eike von Repkows dar. Die Urkunde befindet sich im Naumburger Domstift.
Heute ist der Berg ein Flächennaturdenkmal. Die ehemaligen Steinbrüche stellen sich wildromantisch zu allen Jahreszeiten dem Besucher dar. Auf einer Gesamtfläche von ca. 18 ha wachsen Wildrosen, eine Orchideenart, Kastanien, Ahorn uvm. in der Stille der Natur. Der Ort selbst liegt ca. 90 Meter über den Meeresspiegel und der Berg bringt es auf 112,6 Meter.

## Kirche zu Quetz

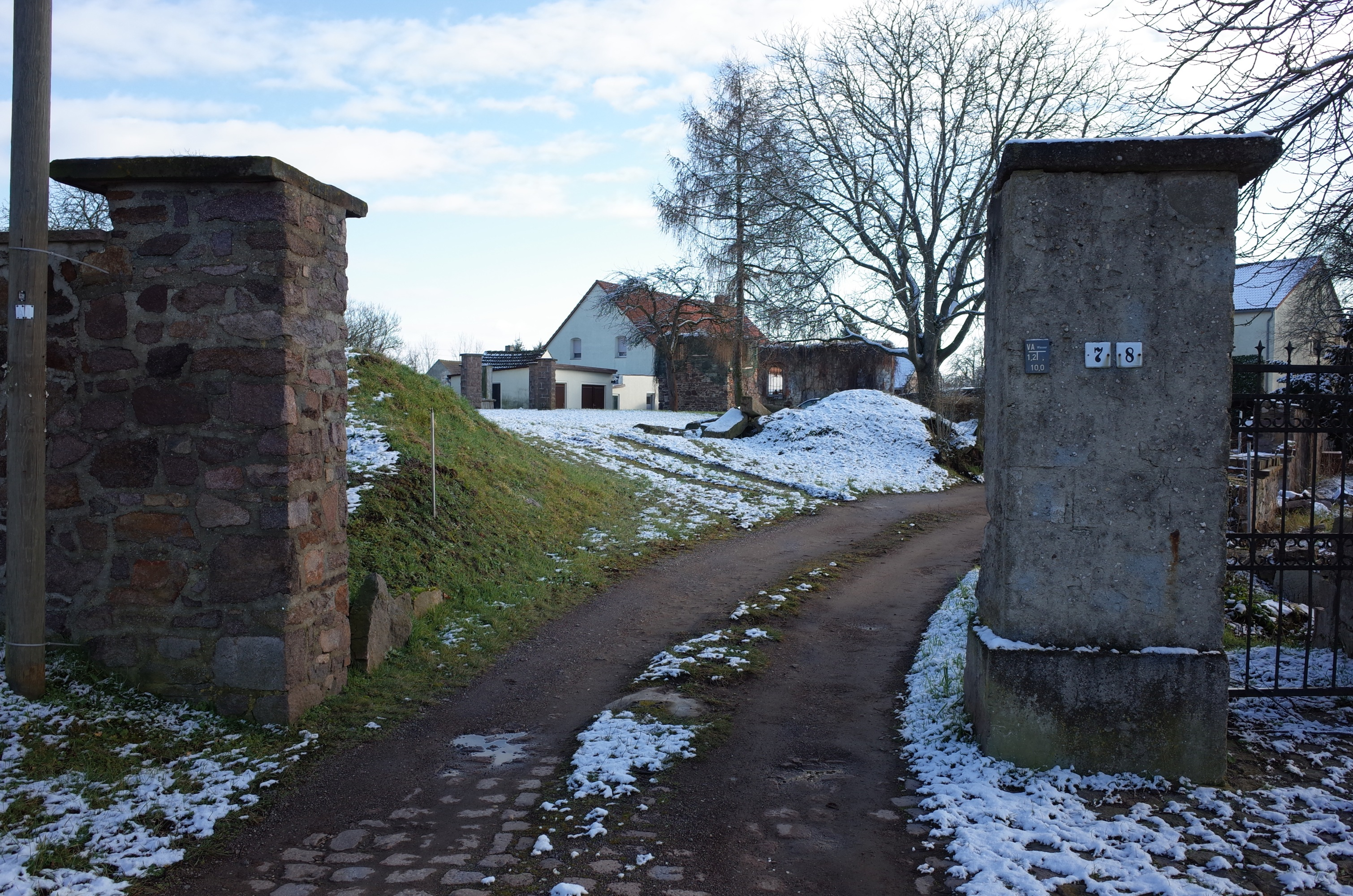
Hofportal mit Kirchruine im Bildhintergrund (Aufnahme von 2018)

Die Kirche zu Quetz wurde im 12. Jahrhundert erbaut und 1988 gesprengt.
Ein Teil der Kirche (Altarbereich) ist bis heute als Ruine erhalten geblieben.
Das Kirchenschiff war gotisch. Der Kirchturm war im romanischen Baustil errichtet worden. Er zeigte sechs Fenster, die in zwei Rundbögen unterteilt waren, welche von einer Säule getragen wurden. Das Material zum Kirchenbau stammte aus den Quetzer Steinbrüchen.
Das Satteldach des Turmes trug eine Laterne mit Zwiebelspitze. Die Wetterfahne des Dachreiters trug die Jahreszahl 1754 und die Initialen ihres Stifters F.A.v.M (Friedrich August von Möllendorff, Königlich Preußischer Oberstleutnant und Erblehn- und Gerichtsherr auf Quetz, Zeschdorf und Dölsdorf) sowie dessen Wappen.
Die Zörbiger Orgelbauanstalt Wilhelm Rühlmann baute 1885 eine Orgel (Opus 68) mit 15 Registern auf zwei Manualen ein, für die Holzbildhauer Gustav Kuntzsch, Wernigerode, das Orgelgehäuse schuf.
Im Juli 1903 wurde oberhalb der Glockenstube der Dachreiter abgebrochen. Dieser wurde durch einen neuen stattlichen Turmhelm, entworfen von dem Kreisbauinspektor Elkisch aus Delitzsch, ersetzt.
Eine noch vorhandene Schlagglocke aus dem Jahre 1586 trägt die Inschrift: *ECKARDT*KVECHGER* GOS* MICH*M* D*LXXXVI: SPES*MEA*IN* DEO*. Das bedeutet, dass diese Glocke vom Glockengießer Eckart Küchger aus Erfurt gegossen wurde. Die lateinischen Worte „Spes mea in deo“ bedeuten „Meine Hoffnung in Gott“. Dieser kam als Wahlspruch von Personen im 16. Jahrhundert und später häufig vor. 1882 wurden noch zwei größere Glocken und eine kleinere im Turm aufgehängt. Sie wurden im Ersten Weltkrieg (1917) entnommen und kehrten 1919 neu gegossen zurück.
Bis 1968 wurde die Kirche genutzt. Anfang 1988 wurde beschlossen, die Kirche aufzugeben und kurz darauf den Turm zu sprengen, um eine Gefährdung für Bewohner und Besucher zu verhindern. Der 1903 aufgesetzte Turmhelm soll zu schwer für den Turm gewesen sein und Risse verursacht haben.
Die Sprengung erfolgte am 1. Juli 1988. Der Schutt wurde auf ein in westlicher Richtung liegendes Grundstück geschoben und zur Uferbefestigung des 1990 entschlammten Dorfteiches verwendet.
1992 wurde auf dem Kirchengelände ein Glockenturm errichtet.
Zu diesem Zweck wurden die beiden Glocken, eine Schlagglocke von 1586 und eine andere von 1882, nach Apolda zur Reparatur geschickt. Die Glocken wurden mit Hilfe einer elektronischen Steuerung bis 2005 geläutet.
Aufgrund der Einsturzgefahr wurde der Glockenturm im Jahr 2010 abgebaut.

## Quetzer Schloss

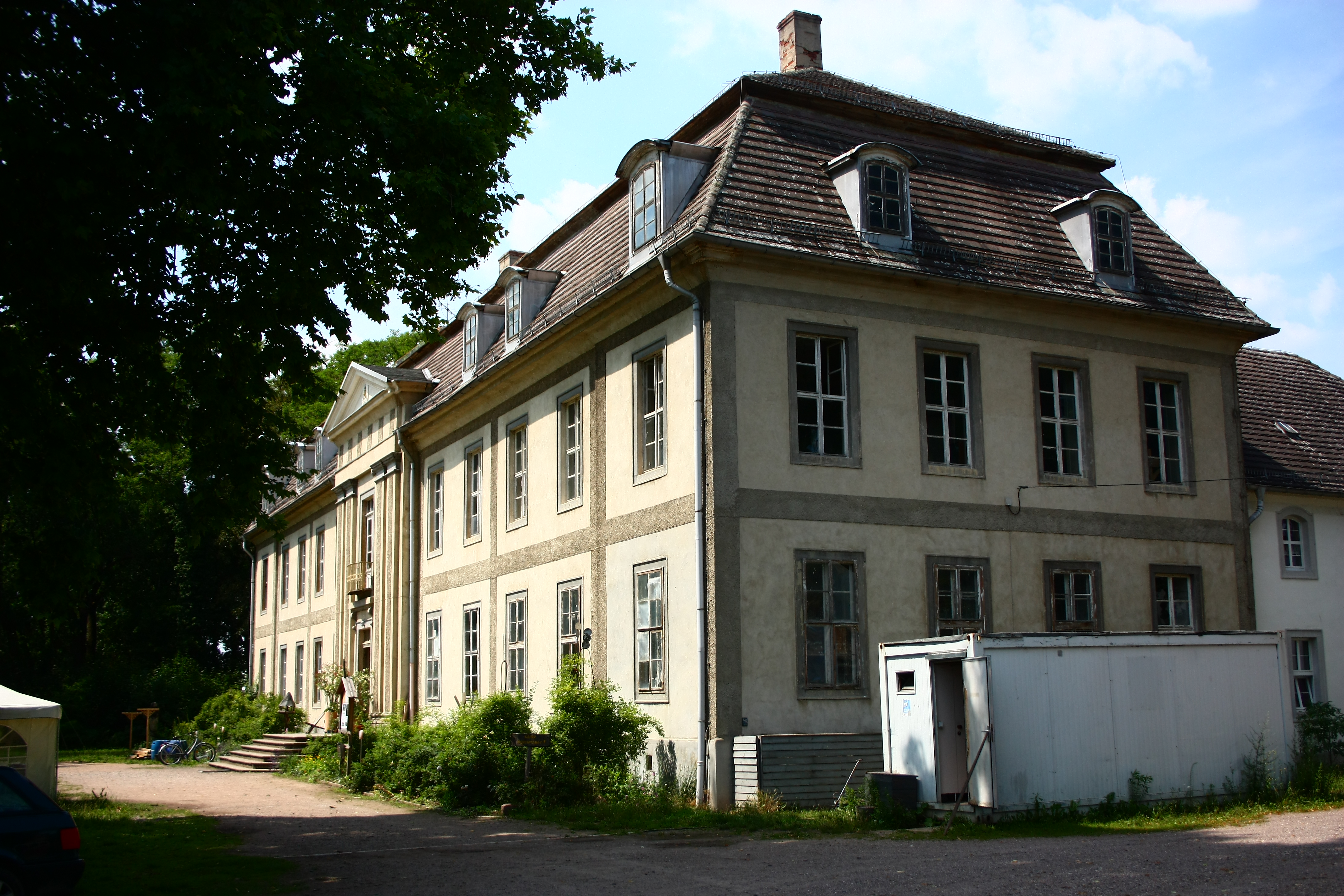
Schloss Quetz

Das Quetzer Schloss, von Hellmut Moritz Erdmann von Graevenitz im klassizistischen Stil wurde 1788/1790 errichtete. Es ist in seiner Einheit mit Park und Teich oft Anziehungspunkt für Besucher aller Art.
Eine Beschreibung des Dr. Holger Brülls (Landesamt für Archäologie und Denkmalpflege, Halle/Saale) skizziert das Schloss so: „Das auf halber Strecke zwischen Halle und Bitterfeld gelegene, im Kern spätbarocke Herrenhaus Quetz gehört zu den zahlreichen stattlichen Adelssitzen der hiesigen Region. Aufgrund der im späten 18. Jahrhundert durch den Architekten Friedrich Wilhelm von Erdmannsdorff (1736–1800) im frühklassizistischen Stil durchgeführten Umgestaltung beansprucht das Herrenhaus jedoch eine über die engere regionale Kunstgeschichte weit hinausreichende Bedeutung.“
1779 kam das Rittergut Quetz durch die Heirat Luise Ernestines von Möllendorff mit Helmut Moritz von Graevenitz in den Besitz derer von Graevenitz. Am 14. April 1788 wurde der Grundstein für das Quetzer Schloss gelegt. Daran erinnert eine Tafel an der Westseite des Schlosses: „Beglückt wer fern der Falschheit vollen Stadt, frei unter Bäumen ruht, die er gepflanzet hat.“ (Hellmut Moritz Erdmann von Grävenitz) Das Schloss ist ein 11-achsiger Bau und vergleichbar mit dem Schloss Mosigkau und mit dem Palais Dietrich in Dessau. Die Rückfront – der sogenannte „Ehrenhof“ ist vergleichbar mit dem Margarethenhof in Oranienbaum und dem Schloss Oranienbaum, zu sehen ist ein dreiachsiges, giebelgekröntes Mittelrisalit, bei dem die äußeren Fenster schmaler sind als das mittlere. Dies lässt darauf schließen, dass C.F. Damm die Bauleitung am Schloss Quetz übernommen hat. Die Innenarchitektur ist im Stile des Klassizismus durch Friedrich Wilhelm von Erdmannsdorf geschaffen worden. Er ist durch das von ihm geschaffene Dessau-Wörlitzer Gartenreich bekannt.
Über sechs Generation konnten das Schloss und der Rittergutsbesitz, 1922 waren dies etwa 385 ha, innerhalb der Familie von Graevenitz weitergegeben werden. 1939 wurde die Form der Vererbung im Familienfideikommiss durch die nationalsozialistische Gesetzgebung abgeschafft. Schon die Weimarer Verfassung sah dies Ende der 1920er Jahre in einer Gesetzgebung vor. Im September 1945 wurde die Familie von Graevenitz durch die Bodenreform in der sowjetisch besetzten Zone enteignet. Letzte Grundbesitzer waren der Unterstaatssekretär, Rechtsritter des Johanniterordens, Hans-Joachim von Graevenitz-Schilde, verheiratet mit Magdalene von Jagow, und dann ihr Sohn Hellmut von Graevenitz, der 1947 in Weimar-Buchenwald starb. Die Nachfahren, die Witwe und die beiden Söhne, lebten dann in Reinbek.
In den 1950er Jahren diente das Gebäude als Kindergarten, als Arztpraxis und als Verwaltungsgebäude des Volkseigenen Gutes (VEG).
1997 wurde das Quetzer Schloss zusammen mit 360 ha Ackerland, dem Schlosspark und dem Quetzer Berg von Georg Riedmeier von der Treuhand-Liegenschaftsgesellschaft erworben. Seit dieser Zeit hat der Besitzer Maßnahmen gegen den Verfall des Schlosses vorgenommen sowie einen großen Teil des Gutshofes erhalten. Seit Oktober 2005 hat der Verein Land.Leben.Kunst.Werk e. V. seinen Sitz im Quetzer Schloss. Mit Hilfe von europäischen Fördermitteln konnte ein Hochseilgarten im östlichen Teil des Parks entstehen. Es ist das Ziel der Vereinsmitglieder, den historischen Park nach altem Vorbild zu restaurieren und im Garten längst vergessene Gemüse- und Getreidesorten anzubauen. Letztes konnte bereits in den letzten Jahren umgesetzt werden.

## Persönlichkeiten
- Eike von Repgow (um 1180–1233), Verfasser des Sachsenspiegels
- Ludwig Hildenhagen (1809–1893), evangelischer Pfarrer in Quetz und Politiker, gründet einen der ersten deutschen Kindergarten nach Fröbels Idee
- Friedrich Fröbel (1782–1852), deutscher Pädagoge, Namensgeber der „Kindergärten“
- Zacharias von Quetz (1590–1650), deutscher Adliger